# Guillem I d'Entença
|  | «Guillem d'Entença» redirigeix aquí. Vegeu-ne altres significats a «Guillem d'Entença i de Montcada». |

Guillem de Montpeller Entença (segle xiii) fou un noble català. Era fill de Bernat Guillem de Montpeller, i la seva muller Jussiana d'Entença i era germà de Bernat Guillem d'Entença.
Ramon Berenguer IV va disposar el 1148 que les rendes reials a les viles del Cinca, Segre i la riba de l'Ebre fossin generoses, i el 1213 rep la senyoria de Fraga, que cedeix al seu germà en 1215 juntament amb la possessió d'altres castells.
Va participar en la conquesta de València amb el seu pare que va morir al Puig de Santa Maria, i l'any 1244 apareix al setge de Biar.
El seu cosí, el rei Jaume I, va acordar que es casés amb Alamanda II d'Entença, neta d'Alamanda de Subirats, amb qui tingué dos fills: Berenguer d'Entença i Guillem Bernat d'Entença